# Monkey River Town
Monkey River Town (lub Monkey River) – wieś w Belize w północnej części Dystryktu Toledo. Jest położona na wybrzeżu Morza Karaibskiego, na południe od ujścia belizańskiej Monkey River. W 2011 roku liczbę jej mieszkańców oceniano na 200 osób. Wieś jest jednym z ostatnich czysto kreolskich osiedli w Belize, gdzie zachowanych jest jeszcze wiele tradycyjnych zwyczajów, takich jak na przykład gotowanie na „fyah haat”, tradycyjnym palenisku. Droga do wsi została zbudowana w końcu lat 80. XX wieku od Southern Highway przez gaje pomarańczowe i dżunglę do parkingu we wsi i łączy ją ze światem zewnętrznym, chociaż nadal podróżuje się głównie morzem. Głównym zajęciem ludności jest rybołówstwo i ekoturystyka. Są tutaj dwa małe hotele, a w pobliżu ośrodek wędkarski, do którego można się dostać drogą morską w pięć minut. W Monkey River Town można łatwo znaleźć przewodnika, który poprowadzi turystów w górę rzeki, by mogli obserwować wyjce i inne dzikie zwierzęta.

## Historia
Obecna wieś została założona jako miasto w 1891 roku kiedy liczyła około 2500 mieszkańców zatrudnionych w większości w przemyśle drzewnym i uprawie bananów. Wraz z upadkiem tych branż i zarazą drzew bananowych na tym terenie w drugiej połowie XX wieku, liczba ludności spadła i w 1981 r. miasto zostało ponownie przekwalifikowane na mocy prawa w wieś, choć zachowano tradycyjną nazwę „Town”, czyli Miasto.
9 października 2001 huragan Iris uderzył w ląd na wysokości Monkey River jako huragan IV kategorii według skali Saffira-Simpsona. Huragan zburzył większość domów we wsi i zniszczył plantacje bananów. Duża do tego czasu miejscowa populacja wyjców została w znacznym stopniu zredukowana, ale szybko się odrodziła i kilka stad można obserwować wzdłuż rzeki, co jest popularną atrakcją dla ekoturystów. Badacze z uniwersytetu Calgary pod kierownictwem dr Mary Pavelki prowadzą badania małp przez cały rok. Erozja południowej strefy pływowej, gdzie położona jest wieś, stała się w ostatnich latach poważnym problemem. Proces ten został zatrzymany dzięki niedawnemu rządowemu projektowi ochrony brzegów. Dalsze prace będą prowadzone zależnie od dostępności finansów. Północna strefa pływowa jest stosunkowo mało dotknięta erozją.